# تشان لي سوان
تشان لي سوان (22 أغسطس 1924 – 24 أبريل 2011) معروفة بالإنجليزية أكثر باسم مدام نهو كانت السيدة الأولى الفعلية لجنوب فيتنام من 1955 إلى 1963. كانت زوجة نغو دينه نيو، الذي كان شقيقًا ومستشارًا رئيسيًا للرئيس نغو دينه ديم. نظرًا لأن ديم كان عازبًا مدى الحياة ولأنها وعائلتها عاشوا معه في قصر الاستقلال، فقد كانت تعتبر السيدة الأولى.
اشتهرت بتعليقاتها القاسية والمحرقة التي نددت بالاحتجاجات المناهضة للحكومة من قبل بعض الطوائف البوذية والتأثير القوي للولايات المتحدة ووجودها في البلاد، وذهبت للعيش في المنفى في فرنسا بعد أن تعرض زوجها وصهرها ديم للاغتيال عام 1963.

## حياتها المبكرة
وُلدت تشان لي سوان، الذي يعني اسمها «جمال الربيع»، لعائلة أرستقراطية ثرية في هانوي، الهند الصينية الفرنسية، التي كانت آنذاك جزءًا من الإمبراطورية الاستعمارية الفرنسية. كان جدها لأبيها مقربًا من الإدارة الاستعمارية الفرنسية، بينما درس والدها، تشان لي سوان، القانون في فرنسا ومارسه في باك ليو في دلتا ميكونغ قبل الزواج من سلالة الإمبراطورية الحاكمة. عمل والدها أيضًا كأول وزير خارجية للهند الصينية تحت الاحتلال الياباني. كانت والدتها، تان تي نام تتشان، حفيدة الإمبراطور دونغ خان وابنة عم الإمبراطور باو داي. كانت عائلة تشان تحت المراقبة من قبل الشرطة الفرنسية التي شككت في ولائهم لفرنسا، مع عزل إم تشونغ باعتباره «قزم صغير» تسيطر عليه زوجته في حين أن مدام تشونغ، التي توصف بأنها «جميلة ومثيرة للفضول... وتوجه زوجها»، اشتهرت «بطموحها العنيد فيما يتعلق بالنوم مع أشخاص ذوي نفوذ من جميع الجنسيات».
كان تعليم لي سوان في مدرسة ليسيه ألبرت ساروت، وهي مدرسة فرنسية مرموقة في هانوي، باللغة الفرنسية بالكامل، وتعلمت عندما كانت تلميذة التاريخ الفرنسي ولم تتعلم شيء عن التاريخ الفيتنامي، وتذكر غناء الأغاني عن غابات وجبال فرنسا، ولاحظت في وقت لاحق أنه كان الغرض من تعليمها هو القضاء على أي شعور بالهوية الفيتنامية، لجعلها امرأة فرنسية شابة مناسبة. كان الغرض من السياسات التعليمية الفرنسية في فيتنام يشير دائمًا إلى مهمة فرنسا التي أعلنت نفسها بنفسها («بمهمة حضارية») لتحويل جميع الفيتناميين إلى «فرنسيين ذوي بشرة صفراء»، وبالتالي حاول المعلمون الفرنسيون القضاء على أي شعور بالهوية الفيتنامية في طلابهم. كانت الرسالة التي علمها مدرسو اللغة الفرنسية لطلابهم هي أن كونك فرنسيًا يعني أن تكون «متحضرًا» وأن تكون فيتناميًا يعني أن تكون «غير متحضر». ثم انسحبت من مدرسة ليسيه ألبرت ساروت. كانت تتحدث الفرنسية في منزلها ولا تستطيع الكتابة بالفيتنامية. كشخص بالغ، صاغت خطاباتها بالفرنسية وترجمته إلى اللغة الفيتنامية. اكتسبت سمعة طيبة في شبابها باعتبارها الفتاة المسترجلة التي تحب الباليه والبيانو، ورقصت ذات مرة في مسرح هانوي الوطني. كان لديها أخت كبيرة تدعى تشان لي تشي (تزوجت من الفرنسي إتيان أوجيري وغيرت اسمها إلى ليتشي أوجيري) وأخوها الأصغر تشان فين كيم. مثل العديد من الفيتناميين الآخرين، كان على لي سوان أن تجد أنه بغض النظر عن مدى محاولتها بأن تكون فرنسية، فإن الفرنسيين كانوا مستعدين فقط لقبول البيض كفرنسيين.
عندما أصبحت بالغة، عرّفتها والدتها على عدد من الشباب المؤهلين، لكنها أصرت على نهو. كان يزيدها أربعة عشر عامًا وأشار إليها على أنها «ابنة أخته الصغيرة» وفقًا للعادات الفيتنامية. تزوجا بعد ثلاث سنوات من خطبتهما في عام 1940. في مايو 1943، كانت تبلغ من العمر 18 عامًا، تزوجت نهو، وتحولت من بوذية الماهايانا إلى الرومانية الكاثوليكية، ديانة زوجها. اعترفت مدام نهو في وقت لاحق بأنها تزوجت نهو كوسيلة للابتعاد عن عائلتها، قائلة «لم يكن في قلبي حب كبير لهم. قرأت عن مثل هذه الأشياء في الكتب، لكنني لا أعتقد أنها موجودة بالفعل. أو ربما موجودة لعدد قليل جدًا من الأشخاص». بعد انتفاضة الفيت مين في أغسطس 1945، دفن صهرها، نغو دينه خواي، الأكبر بين الأخوين نغو، حيًا، وأجبر نهو وشقيقه الآخر، نغو دينه كون، على الفرار.
قُبض عليها هي وحماتها وابنتها الكبرى، التي كانت في ذلك الوقت طفلة. اعتقدت الفيت مين أن البيانو الخاص بها كان عبارة عن راديو للتواصل مع المستعمرين الفرنسيين، ففجروه ثم نُفيت إلى قرية نائية لمدة أربعة أشهر، حيث عاشت على طبقين من الأرز يوميًا. فصل الفرنسيين نهو من منصبه في المكتبة الوطنية بسبب الأنشطة القومية لشقيقه (ديم)، وانتقل إلى دا لات وعاش براحة، وحرر صحيفة، حيث أنجبت زوجته ثلاثة أطفال آخرين. لم تترك الحرب الفرنسية في فيتنام انطباعًا يذكر على مدام نهو من منزلها في دا لات، وكثيرًا ما كانت تقول عن الحرب («حرب صغيرة غريبة») لأن القتال لم يؤثر عليها شخصيًا أبدًا. بنى نهو خلال هذه السنوات حزبًا سياسيًا سريًا يسمى كان لاو (حزب العمل الشخصي) على أساس الفلسفة الكاثوليكية للشخصية (كان الناس أشخاصًا، وليس أفرادًا) بينما قالت مدام نهو في وقت لاحق «كنت وحدي معظم الوقت. كان زوجي يختفي ببساطة دون كلمة». لتحسين مهنة زوجها، صادقت مدام نهو ابن عمها، الإمبراطور باو داي خلال هذا الوقت.